# Brahmadeva
Brahmadeva (hindi: ब्रह्मदेव)  (Mathura, c. 1060 - c. 1130) va ser un matemàtic i astrònom indi del segle XI dC.
Va ser l'autor d'un llibre titulat Karana Prakasa, que era un comentari de l'Aryabhatiya d'Aryabhata en nou capítols que segueixen la mateixa disposició que l'original d'Aryabhata. La seva única originalitat resta en la trigonometria, les taules trigonomètriques i les seves aplicacions a l'astronomia.
Va ser escrit el 1092 i se'n conserven dos manuscrits del segle XVII. El llibre va ser molt popular a les regions de Madras, Tamil Nadu i Karnataka.